# Arnold von Matsch
Arnold II. von Matsch (* im 12. Jahrhundert; † 24. Dezember 1221 in Chur) war von 1209 bis 1221 Bischof von Chur.

## Leben
Arnold war der Sohn des Ulrich aus dem im Vinschgau und in Rätien begüterten Adelsgeschlecht der Herren von Matsch.
Er ist erstmals 1185/89 in Straßburg belegt, war von 1192 bis 1200 Kanoniker, von 1205 bis 1208 Domkustos und von 1208 bis 1209 Dompropst. 1209 wurde er Bischof von Chur. Arnold unterstützte 1212 Friedrich II. auf dessen Zug nach Deutschland und übertrug ihm die Vogtei über Chur. 1215 nahm er am Laterankonzil teil. Dem Churer Kloster St. Luzi inkorporierte er die Kirche von Bendern. Die Konflikte mit Chiavenna und Como wurden 1219/20 beigelegt.